# Ралф Фленеґен (плавець)
Ралф Фленеґен (англ. Ralph Flanagan, 14 грудня 1918 — 8 лютого 1988) — американський плавець.
Призер Олімпійських Ігор 1936 року, учасник 1932 року.